# Martyna Mićków
Martyna Kamila Mićków (ur. 15 lutego 1989 we Wrocławiu) – polska koszykarka, występująca na pozycji rzucającej.

## Osiągnięcia
Na podstawie, o ile nie zaznaczono inaczej.

### Drużynowe
- Awans do I ligi (2012)
- Mistrzostwo Polski U-18 (Muks Poznań)

### Reprezentacja
- Brązowa medalistka mistrzostw Europy U–16 (2005)[2]
- Uczestniczka mistrzostw Europy U–20 (2009 – 5. miejsce)[3]